# Segher Diergotgaf
Segher Diengotgaf, D[i]e[r][e]gotgaf ou Deodaat (une néerlandisation du nom latin Deodatus, comme Dieudonné - en français - un nom par lequel on désignait parfois un enfant trouvé) est un poète des Pays-Bas méridionaux, actif au début du XIIIe siècle.
Selon toute vraisemblance, Diergotgaf était issu d'un milieu aristocratique qui entretenait des liens étroits avec la cour ducale de Brabant.
On connaît de lui un épisode emprunté au Roman de Troie (1155-1160) de Benoît de Sainte-Maure (qui est lui-même redevable à Dictys Cretensis et Dares Phrygius), qu'il retravailla pour en faire un roman plus court d'environ 2 245 vers, précédé d'un morceau entièrement de son cru, Tprieel van Troyen (Pavillon de Troie).  Pour créer son Istory van Troyen (Histoire de Troie), Jacob van Maerlant, ne se contentant pas de traduire le roman de Sainte-Maure dans son intégralité, l'élargissait considérablement ; sa version comprend les morceaux adaptés par Segher, comme il l'indique d'ailleurs lui-même dans le prologue ainsi que dans les fragments empruntés,.  Il s'agit de Tprieel van Troyen, Tpaerlement van Troye (Le Parlement de Troie) et De sevende strijt (Le Septième Combat).
Entre Tpaerlement et De sevende strijt, l'histoire de Troïlus et Cressida fut omis par Segher.  La partie la plus remarquable est Tprieel, parce que c'est dans celle-ci qu'il expose ses conceptions de l'amour courtois.  Ne se contentant pas des deux scènes mettant en valeur la prouesse de ses héros, il veut aussi les montrer en amants courtois ; il fait précéder les deux parties empruntées au Roman de Troie d'une scène galante, à coup sûr de sa propre invention, où il introduit les grandes dames de Troie et leurs admirateurs dévoués.  Ce fragment se compose de trois conversations amoureuses, qui eurent lieu lors d'une trêve, entre Hélène et Polydamas, Polyxène et Memnon, et Andromaque et Monfloers ; elles traitent de l'amour courtois, entendu ici comme le culte de la femme mariée d'une classe plus élevée.  Que cet amour est sans espoir n'a rien de vraiment tragique, car une passion qui ennoblit ne doit pas manquer à la vie du parfait chevalier.  C'est un témoignage aussi bien de la force inspiratrice de la matière française que de l'art créateur du poète-adaptateur. 
Selon Gerritsen, il s'agit d'un bel exemple de ce que pouvait devenir, sous les mains d'un poète de génie, l'adaptation d'un ouvrage français en moyen néerlandais.  L'œuvre de Diergotgaf témoignerait autant de la force inspiratrice de la matière française que de l'art créateur du poète-adaptateur
Tprieel, Tpaerlement en De sevende strijt, qui constituent un ensemble bien équilibré et harmonieux, sont les plus anciens exemples d'une version abrégée de cette matière dans la littérature de l'Europe occidentale et figurent dans le manuscrit Van Hulthem (vers 1410) sous trois numéros consécutifs (cxlij-cxliiij), y précédant deux autres fragments numérotés de la partie remaniée par Van Maerlant.  Un autre manuscrit qui contient Tpaerlement (avec une autre fin, et écrit peu après 1404) est conservé à la Bibliothèque royale à La Haye.  Sauf par le manuscrit Van Wissen, De sevende strijt est également conservé, à partir du vers 568, par le fragment Ackersdijck (Utrecht, bibliothèque de l'Université, seconde moitié du XIVe siècle).
Van Maerlant mentionne Segher neuf fois dans son Istory van Troyen et une seule fois dans son Spiegel historiael. 

## Ressources

### Sources
- (nl) Elslander (van), Antonin.  « Segher Diergotgaf », De Nederlandse en Vlaamse auteurs van Middeleeuwen tot heden met inbegrip van de Friese auteurs (réd. Gerrit Jan van Bork et Pieter Jozias Verkruijsse). Weesp, De Haan, 1985, p. 523-524.
- (fr) Gerritsen, Willem Pieter.  « Les Relations littéraires entre la France et les Pays-Bas au Moyen Âge : quelques observations sur la technique des traducteurs », Moyen Âge et Littérature comparée : actes du Septième Congrès national, Poitiers, 27-29 mai 1965, Paris, Société française de littérature comparée, 1967, p. 28-46.
- (nl) Knuvelder, Gerardus Petrus Maria.  Handboek tot de geschiedenis der Nederlandse letterkunde. Deel 1, Bois-le-Duc, Malmberg, [s. d.] [ 1978 ], p. 116-118, 120.
- (nl) Winkel (te), Jan.  De ontwikkelingsgang der Nederlandsche letterkunde I: geschiedenis der Nederlandsche letterkunde van Middeleeuwen en rederijkerstijd (1), Haarlem, Les héritiers F. Bohn, 1922, p. 202-206.